# 那珂郡 (香川縣)
那珂郡（日语：／ Naka gun */?）為過去隸屬日本讚岐國的郡，廢藩置縣後屬香川縣，已於1899年與多度郡合併為仲多度郡。
過去的轄區包括現在的丸龜市西部地區及海上的島嶼部分、坂出市的海上島嶼、多度津町的海上島嶼、善通寺市的東部地區、琴平町全部地區、滿濃町溪半部地區。

## 歷史
大部分地區在江戶時代分別屬於高松藩和丸龜藩的領地，另有部分地區為天領，金毘羅村（現在的琴平町）則屬於寺社領。1871年廢藩置縣後，最初分屬高松縣、丸龜縣和倉敷縣，但不到一年內，被整併為香川縣所屬。1873年後，陸續又被整併為名東縣、香川縣、愛媛縣，直到1888年才最終確定屬於再次恢復設置的香川縣。
- 依据《旧高旧领取调帐》中记载，明治初期便已存在的村落包括：（1町46村）
  - 高松藩（18村） - 柞原村、金藏寺村、原田村、木德村、三条村、郡家村、与北村、垂水村、公文村、西高筱村、东高筱村、四条村、岸上村、真野村、吉野上村、吉野下村、東七个村、盐入村
  - 丸龟藩（1町23村） - 丸龟城下、山北村、新田村、地方村、中府村、津森村、今津村、盐屋村、下金仓村、上金仓村、田村、下栉梨村、上栉梨村、买田村、生间村、帆山村、福良见村、后山村、大口村、新目村、山胁村、追上村、宫田村、佐文村
  - 幕府領（4村） - 苗田村、榎井村、五条村、七个村
  - 寺社領（1村） - 金毘罗村

## 年表
- 1873年：金毘罗村改称为琴平村。
- 1874年：整合行政区划。（1町38村）
  - 盐饱岛隶属那珂郡。

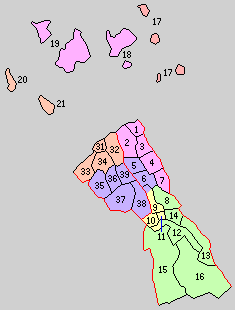
那珂度郡最初的行政區劃：1.丸龜市 2.六鄉村 3.南村 4.郡家村 5.龍川村 6.與北村 7.垂水村 8.高篠村 9.象鄉村 10.琴平町 11.榎井村 12.神野村 13.吉野村 14.四條村 15.十鄉村 16.七箇村 17.與島村 18.本島村 19.廣島村 20.佐柳島村 21.高見島村（桃色現為：丸龜市；紫色現為：善通寺市、紅色現為：坂出市、橙色現為：多度津町、黃色現為：琴平町、綠色現為：滿濃町）

  - 买田村、生间村、帆山村、福良见村、后山村、大口村、新目村、山胁村、追上村、宫田村合并为十乡村。
- 1875年：盐饱岛分割为与岛、岩黑岛、柜石岛、牛岛、广岛、手岛、濑居岛、沙弥岛、本岛、佐柳岛、高见岛。（1町48村）
- 1890年2月15日：實施町村制，那珂郡下轄：丸龟町、六鄉村、南村、郡家村、龍川村、與北村、垂水村、高篠村、象鄉村、琴平町、榎井村、神野村、吉野村、四條村、十鄉村、七箇村、與島村、本島村、廣島村、佐柳島村、高見島村。（2町19村）
  - 丸龟町 ← 御供所町、北平山町、西平山町、瓦町、风袋町、葭町、米屋町、松屋町、鱼屋町、宗古町、通町、富屋町、盐饱町、南条町、横町、滨町、福岛町、六番丁、七番丁、八番丁、九番丁、十番丁（以上丸亀城下）、中府村、地方村、津森村（一部），鵜足郡土居村（現丸龟市）
  - 六乡村 ← 今津村、上金仓村、新田村、盐屋村、下金仓村、津森村（大部分）（現丸龟市）
  - 南村 ← 柞原村、田村、山北村（現丸龟市）
  - 郡家村 ← 郡家村、三条村（現丸龟市）
  - 龙川村 ← 金藏寺村、木德村、原田村（現善通寺市）
  - 与北村（单独村制。現善通寺市）
  - 垂水村（单独村制。現丸龟市）
  - 高筱村 ← 東高筱村、西高筱村、公文村（現仲多度郡满浓町）
  - 象乡村 ← 苗田村、上櫛梨村（現仲多度郡琴平町）、下櫛梨村（現善通寺市）
  - 琴平町（琴平村单独町制。現仲多度郡琴平町）
  - 榎井村（单独村制。現仲多度郡琴平町）
  - 神野村 ← 五条村（現仲多度郡琴平町）、真野村、岸上村、東七个村（現仲多度郡满浓町）
  - 吉野村（吉野上村单独村制。現仲多度郡满浓町）
  - 四条村 ← 吉野下村、四条村（現仲多度郡满浓町）
  - 十乡村 ← 十乡村、佐文村（現仲多度郡满浓町）
  - 七个村 ← 七个村、盐入村（現仲多度郡满浓町）
  - 与島村 ← 与島、岩黑岛、柜石島、濑居島、沙弥島（現坂出市）
  - 本島村 ← 本島、牛島（現丸龟市）
  - 广島村 ← 广岛、手島（現丸龟市）
  - 佐柳島村（佐柳島单独村制。現仲多度郡多度津町）
  - 高見島村（高見島单独村制。現仲多度郡多度津町）
- 1899年4月1日：丸龜町改制為丸龜市，同時那珂郡與多度郡合併為仲多度郡。